# Svitanje (sura)
Svitanje (arabsko Al-Falaq) je 113. sura (poglavje) v Koranu, ki jo sestavlja 5 ajatov (verzov). Je meška sura.
Med opravljanjem molitve (salata oz. namaza) pri tej suri verniki opravijo 1 ruku' (priklon).